# 弗里茨·法伊尔阿本德
弗里茨·法伊尔阿本德（德語：Fritz Feierabend，1908年6月29日—1978年11月25日），瑞士男子雪车运动员。他曾代表瑞士参加1936年、1948年和1952年冬季奥林匹克运动会雪车比赛，获得三枚银牌和二枚铜牌。